# Rhinischia precaria
Rhinischia precaria är en insektsart som beskrevs av Piza Jr. 1978. Rhinischia precaria ingår i släktet Rhinischia och familjen vårtbitare. Inga underarter finns listade i Catalogue of Life.